# Прелука (Њамц)
Прелука (рум. Preluca) насеље је у Румунији у округу Њамц у општини Пангараци. Oпштина се налази на надморској висини од 358 m.

## Становништво
Према подацима из 2002. године у насељу је живело 440 становника, од којих су сви румунске националности.